# Artificial Animals Riding on Neverland
Albums de AaRON
Birds in the Storm
(2010)
Singles
1. U-Turn (Lili)
Sortie : septembre 2006
2. Le Tunnel d'Or
Sortie : 2007
3. Angel Dust
Sortie : 2008
4. Little Love
Sortie : 2008
5. Mister K
Sortie : 2008

Artificial Animals Riding on Neverland est le premier album du groupe de pop français AaRON, publié en janvier 2007 par Cinq 7.
Cinq singles sont extraits de l'album : U-Turn (Lili), Le Tunnel d'Or, Angel Dust, Little Love et Mister K. Il atteint la 8e place du classement des albums en France et est double disque d'or.
Tous les textes y sont en anglais, excepté Le Tunnel d'Or. En plus des douze compositions originales du groupe, il comprend une reprise de Billie Holiday : Strange Fruit, qui décrit les lynchages des Noirs pratiqués dans le sud des États-Unis dans les années 1930 et 1940.
Le titre U-Turn (Lili), sorti en single dès septembre 2006, est très présent dans la bande originale du film de Philippe Lioret Je vais bien, ne t'en fais pas, dont il illustre aussi la bande annonce.
Sur la réédition de Artificial Animals Riding on Neverland, figure le titre de Leonard Cohen Famous blue raincoat, que le groupe chante en concert.
En septembre 2007, est édité le recueil de partitions AaRON Artificial Animals Riding on Neverland aux Éditions Id Music. Ce livre reprend les partitions des douze titres composés par AaRON pour cet album.

## Liste des chansons
Toute la musique est composée par AaRON.
| No  | Titre                                     | Durée |
| --- | ----------------------------------------- | ----- |
| 1.  | Endless Song                              | 4:17  |
| 2.  | U-Turn (Lili)                             | 3:50  |
| 3.  | O-Song                                    | 3:41  |
| 4.  | Mister K                                  | 2:57  |
| 5.  | Blow                                      | 3:14  |
| 6.  | Beautiful Scar                            | 2:52  |
| 7.  | Strange Fruit (reprise de Billie Holiday) | 2:52  |
| 8.  | Angel Dust                                | 3:37  |
| 9.  | War Flag                                  | 3:25  |
| 10. | Lost Highway                              | 6:15  |
| 11. | Le Tunnel d'Or                            | 3:39  |
| 12. | Little Love                               | 3:35  |
| 13. | Last Night Thoughts                       | 2:53  |